# Autocharis jacobsalis
Autocharis jacobsalis là một loài bướm đêm trong họ Crambidae.